# チャールズ・フリーデク
チャールズ・ミハエル・フリーデク（Charles Michael Friedek、1971年8月26日 ‐ ）は、西ドイツ・ギーセン出身の元陸上競技選手。専門は三段跳。1999年セビリア世界選手権の金メダリストである。

## 経歴
1999年3月5日、前橋世界室内選手権男子三段跳決勝を17m18の自己ベスト（当時）で制し、この種目では女子も含めドイツ勢初のメダルとなる金メダルを獲得した。
1999年8月25日、セビリア世界選手権男子三段跳決勝では3回目の跳躍を終えた時点で17m19（+0.6）の4位だった。しかし、4回目の跳躍で17m59（+1.9）をマークしてトップに立ち、ブルガリアのロスティスラフ・ディミトロフ（17m49）、イギリスのジョナサン・エドワーズ（17m48）らを抑えて優勝した。この種目では女子も含めドイツ勢初のメダルであり、オリンピックも含めドイツ勢初の金メダルとなった。
2009年8月16日、ベルリン世界選手権男子三段跳予選には37歳355日という年齢で出場した。これはこの種目における最年長出場記録となっている。

## 自己ベスト
- 記録欄の（　）内の数字は風速（m/s）で、+は追い風を意味する。

| 種目   | 記録                        | 年月日                      | 場所                | 備考 |
| 屋外   | 屋外                        | 屋外                        | 屋外                | 屋外 |
| ------ | --------------------------- | --------------------------- | ------------------- | ---- |
| 走幅跳 | 7m66（+2.0）                | 1997年9月3日                | ドルトムント        |      |
| 三段跳 | 17m59（+0.8） 17m59（+1.9） | 1997年7月23日 1999年8月25日 | ハンブルク セビリア |      |
| 室内   |                             |                             |                     |      |
| 三段跳 | 17m28                       | 2000年2月27日               | ヘント              |      |

## 主要大会成績
- 備考欄の記録は当時のもの

| 年       | 大会                                 | 場所               | 種目     | 結果     | 記録          | 備考              |
| 西ドイツ | 西ドイツ                             | 西ドイツ           | 西ドイツ | 西ドイツ | 西ドイツ      | 西ドイツ          |
| -------- | ------------------------------------ | ------------------ | -------- | -------- | ------------- | ----------------- |
| 1989     | ヨーロッパジュニア選手権 (en)        | ヴァラジュディン   | 三段跳   | 決勝     | NM            |                   |
| 1990     | 世界ジュニア選手権                   | プロヴディフ       | 三段跳   | 12位     | 15m53（-0.9） |                   |
| ドイツ   |                                      |                    |          |          |               |                   |
| 1996     | オリンピック                         | アトランタ         | 三段跳   | 予選     | 16m71         |                   |
| 1997     | 世界室内選手権                       | パリ               | 三段跳   | 4位      | 17m16         |                   |
| 1997     | 世界選手権                           | アテネ             | 三段跳   | 11位     | 16m86（0.0）  |                   |
| 1997     | ユニバーシアード (en)                | カターニア         | 三段跳   | 5位      | 16m90         |                   |
| 1998     | ヨーロッパ室内選手権 (en)            | バレンシア         | 三段跳   | 2位      | 17m15         |                   |
| 1998     | ヨーロッパ選手権 (en)                | ブダペスト         | 三段跳   | 6位      | 17m04（-0.3） |                   |
| 1998     | グランプリファイナル (en)            | モスクワ           | 三段跳   | 優勝     | 17m33（+0.6） |                   |
| 1998     | ワールドカップ (en)                  | ヨハネスブルグ     | 三段跳   | 優勝     | 17m42（+1.6） |                   |
| 1999     | 世界室内選手権                       | 前橋               | 三段跳   | 優勝     | 17m18         | 自己ベスト        |
| 1999     | ユニバーシアード (en)                | パルマ             | 三段跳   | 2位      | 17m20         |                   |
| 1999     | 世界選手権                           | セビリア           | 三段跳   | 優勝     | 17m59（+1.9） |                   |
| 2000     | ヨーロッパ室内選手権 (en)            | ヘント             | 三段跳   | 優勝     | 17m28         | 自己ベスト        |
| 2000     | オリンピック                         | シドニー           | 三段跳   | 決勝     | NM            | 予選16m93（+1.1） |
| 2000     | グランプリファイナル (en)            | ドーハ             | 三段跳   | 6位      | 15m79（+0.4） |                   |
| 2001     | 世界室内選手権                       | リスボン           | 三段跳   | 4位      | 17m13         |                   |
| 2002     | ヨーロッパ選手権 (en)                | ミュンヘン         | 三段跳   | 2位      | 17m33（-0.1） |                   |
| 2002     | ワールドカップ (en)                  | マドリード         | 三段跳   | 4位      | 16m91（+2.8） |                   |
| 2004     | オリンピック                         | アテネ             | 三段跳   | 予選     | NM            |                   |
| 2008     | ワールドアスレチック ファイナル (en) | シュトゥットガルト | 三段跳   | 7位      | 16m10（+0.2） |                   |
| 2009     | 世界選手権                           | ベルリン           | 三段跳   | 予選     | NM            | 最年長出場記録    |